# Mitchell Hooper
Mitchell Hooper (nacido el 29 de septiembre de 1995) es un atleta de fuerza  y kinesiólogo canadiense. Consiguió el primer lugar en la competencia de el Hombre más fuerte del mundo de 2023 en Myrtle Beach, Carolina del Sur, donde también se convirtió en el primer canadiense en ganar el título del Hombre más fuerte del mundo. También es el ganador de los eventos Arnold Strongman Classic de 2023 y 2024. En 2023, se convirtió en la cuarta persona en ganar las competencias del Hombre más fuerte del mundo y Arnold Strongman Classic en el mismo año.

## Educación y carrera
Hooper tiene un grado en kinesiología de la Universidad de Guelph y una maestría en fisiología del ejercicio clínico de la Universidad de Sídney. Actualmente trabaja como fisioterapeuta, especializándose en fuerza y acondicionamiento. Trabajó como entrenador para los KW Titans y ahora dirige su propia clínica de kinesiología en Barrie, Canadá. 

## Atleta de fuerza
Hooper saltó a la fama en el concurso de el Hombre más fuerte del mundo 2022, donde ganó su grupo de clasificación, superando al veterano, Brian Shaw. Terminó en octavo lugar en su primera final de la WSM, en lo que también fue su primera competencia internacional completa de strongman.
Tras este éxito, fue entrenado por el ex competidor Laurence Shahlaei y quedó tercero lugar en el Shaw Classic de 2022 como en el Rogue Invitational. También ganó dos espectáculos en 2022: las finales del Giants Live World Tour y el Arnold UK.
En 2023, Hooper ganó el Arnold Strongman Classic y la competencia del hombre más fuerte del mundo de 2023, derrotando a los ex campeones Brian Shaw, Oleksii Novikov y al entonces dos veces campeón, Tom Stoltman. Es la cuarta persona en ganar estos dos eventos principales en el mismo año, después de Brian Shaw, Žydrūnas Savickas y Hafþór Júlíus Björnsson.
Hooper continuó su racha de podios durante todo el verano de 2023 y terminó segundo detrás de Brian Shaw en el Shaw Classic de 2023. Siguió con un tercer lugar en las finales del Giants Live Tour y una semana después ganó el Rogue Invitational 2023.
En 2024, Hooper ganó el Arnold Strongman Classic. Anotó 52 puntos de 55 posibles y ganó 3 eventos. Dos semanas después, ganó el Arnold UK en Birmingham. En el Hombre más fuerte del mundo de 2024 en mayo, Hooper terminó segundo detrás de Tom Stoltman.
En julio, Hooper ganó el Giants Live Strongman Classic. En la feria rompió el récord mundial de prensa de ejes con un levantamiento de 218 kg. También rompió el récord mundial de bola de demolición.

## Récords personales
Atleta de fuerza:
- Peso muerto (con traje de peso muerto y correas en forma de 8) – 453,5 kg (1000 lb) (Abierto Mundial en Vivo de los Gigantes 2022)
- Peso muerto con barra Rogue Elephant (crudo con correas) – 431,5 kg (951 lb) (Clásico Arnold Strongman 2024)
- Prensa de eje (usando la técnica de tirón dividido) – 218 kg (481 lb) (2024 Giants Live Strongman Classic) (Récord mundial)
- Prensa de troncos – 200 kg (441 lb) x 2 repeticiones (2023 El hombre más fuerte del mundo)
- Súper yugo – 500 kg (1102 lb) en 5,70 segundos (Arnold Reino Unido 2022) (récord mundial)
- Transporte de madera (agarre crudo) – 400 kg (882 lb) en 7,10 segundos (Arnold Strongman Classic 2024)
- Piedras del Atlas (juego pesado) – 120-200 kg (265-441 lb) en 25,74 segundos (Arnold Reino Unido 2022)
- Piedras Inver – 125-191 kg (276-421 lb) en 27,37 segundos (2022 Rogue Invitational)
- Húsafell Stone réplica saco de arena – 181,5 kg (400 lb)  (2022 Rogue Invitational)
- Dinnie Stones (con réplicas de Rogue) – 333 kg (734 lb) (Arnold Strongman Classic 2024) (Récord mundial)
- Lanzamiento de barril – 15 kg (33 lb) (2024 El hombre más fuerte del mundo) (Récord mundial conjunto)
- Agarre de bola de demolición – 267 kg (589 lb) durante 118,72 segundos (2024 Giants Live Strongman Classic) (récord mundial)